# カコイエレクトロ
株式会社カコイエレクトロは、鹿児島県鹿児島市錦江町に本社を置き、2021年10月まで鹿児島県内で家電販売店のエディオンなどのフランチャイズを展開していた企業。2013年10月15日まではベスト電器とフランチャイズ契約を締結しており、同年9月まで「鹿児島ベスト電器」（かごしまベストでんき）としてフランチャイズ店を展開していた。
2021年11月以降はカクイックスブリッジ（カクイックスウィングの子会社）がエディオン店舗の運営を継承している。

## 概説

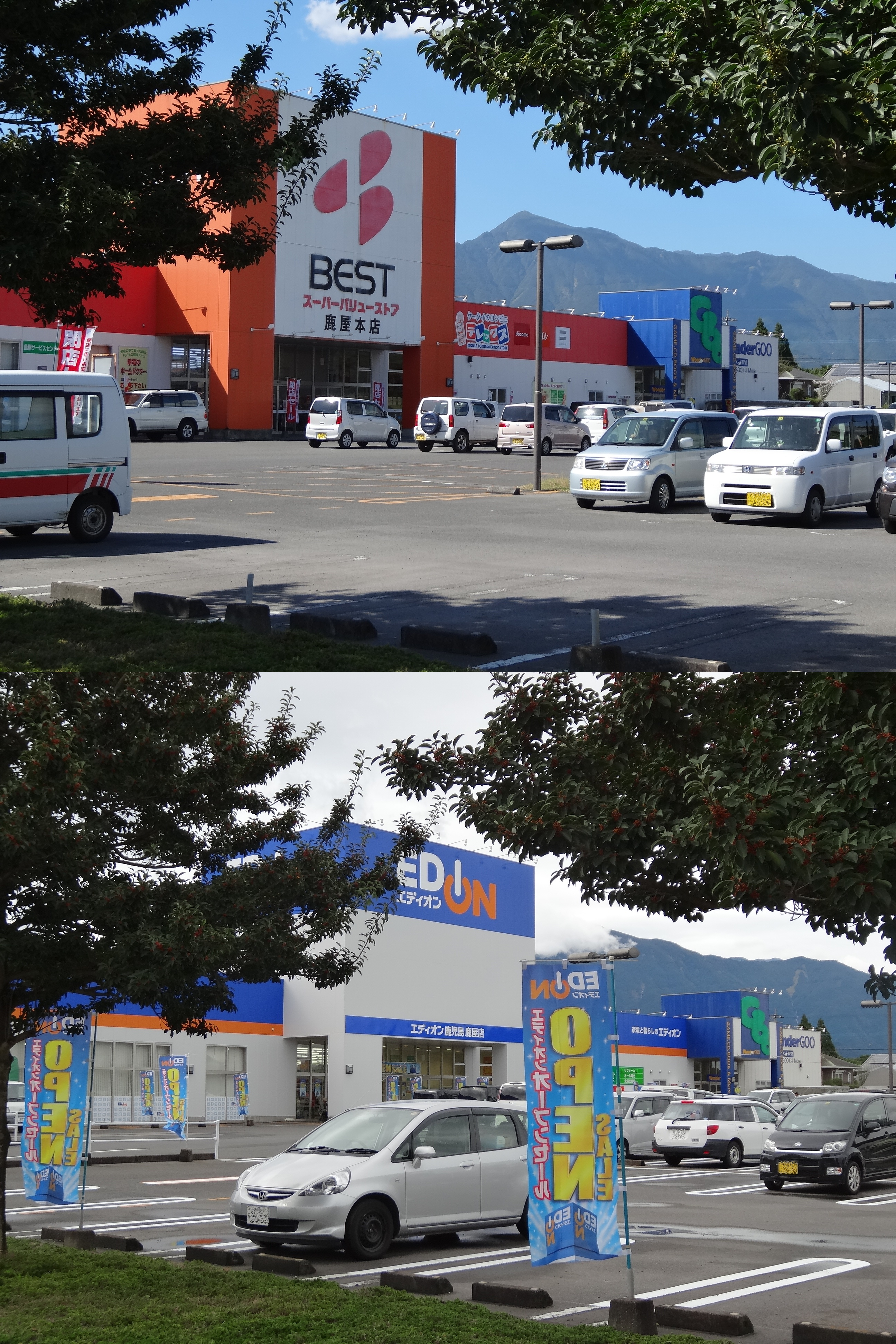
上：ベスト電器鹿屋本店（閉店日の2013年9月26日撮影）
下：エディオン鹿児島鹿屋店（開店日の2013年10月25日撮影）
鹿児島鹿屋店はエディオン店舗としても閉店しており、同地では2020年4月よりMEGAドン・キホーテ鹿屋店が営業している。

1946年9月、鹿児島県川内市（現・薩摩川内市）にて伸線製釘工場として創業したカコイグループの企業である。1959年9月12日、グループの鹿児島線釘工業株式会社（現・株式会社センテイ）と新日本電気株式会社の共同出資による合弁会社・鹿児島新日電販売株式会社として設立された。
1969年4月に南九州新日電販売株式会社へ社名変更した後、1970年12月、株式会社ベスト電器とフランチャイズ契約を締結、ベスト電器の店舗展開を開始。1975年2月、（旧）南九州NEC商品販売株式会社と再び社名変更。
1989年8月に会社分割し、小売部門を引き継ぎ、現社名に変更した（卸売り部門は、新設の（新）南九州NEC商品販売株式会社（現・パステムソリューションズ株式会社）が承継）。
2012年にヤマダ電機がベスト電器と資本・業務提携したことで、ベスト電器はヤマダ電機の子会社となった。カコイエレクトロは地域密着を重視するのに対し、ヤマダ電機は営業理念の全てが異なるとして、カコイエレクトロはベスト電器とのフランチャイズ契約を2013年10月15日を以って解消し、翌10月16日からエディオンとフランチャイズ契約を締結することとなった。
ベスト電器としての営業は同年9月29日までに終了した。小型店8店はエディオンとのフランチャイズ契約に先んじて、2013年10月1日以降順次エディオンのフランチャイズ店として営業しており、旧・ベスト電器店舗についても10月25日（加世田店は12月）にエディオン店舗として開店した。また、カコイエレクトロのエディオンくら替えに伴い、ヤマダ電機がベスト電器を子会社とする条件として2012年12月10日に公正取引委員会が示した「種子島におけるベスト電器店舗の同業他社への譲渡」要件が解消されることとなる。これにより、鹿児島県内におけるエディオンの店舗は、従来の直営1店・FC店23店から、直営1店・FC店49店に増加する事になった。

## 沿革
- 1959年9月 - NEC商品の卸売りを開始し、鹿児島新日電株式会社を設立。
- 1969年 - 社名を南九州新日電販売株式会社に変更。
- 1970年 - 株式会社ベスト電器とフランチャイズ契約を結び、直販体制を強化。
- 1975年 - 社名を南九州NEC商品販売株式会社に変更。
- 1989年8月 - 南九州NEC商品販売株式会社を分割。小売部門を株式会社カコイエレクトロ、卸部門を南九州NEC商品販売株式会社とする。
- 1992年2月 - 従業員持株会発足。
- 1995年11月 - 錦江町本社ビル横に5階建て新社屋を増築。
- 2000年12月 - インターネットショップ「デジ倉」オープン。
- 2002年9月 - 携帯電話専門店「テレックス」オープン。
- 2006年
  - 9月 - ベスト電器南鹿児島店　新規オープン。
  - 11月 - ベスト電器枕崎店　移転オープン。
  - 12月 - ベスト電器川内本店　移転オープン。
- 2007年
  - 6月 - ベスト電器姶良加治木店　移転オープン。
  - 10月 - ベスト電器阿久根店　移転オープン（2013年2月閉店）。
  - 11月 - ベスト電器種子島店　移転オープン。
- 2008年
  - 2月 - テレックス21店舗目の中町店オープン。
  - 6月 - ベスト電器指宿店　移転オープン。
- 2013年
  - 8月1日 - 同年10月15日をもってベスト電器とのフランチャイズ契約を打ち切り、翌16日からエディオンへ鞍替えすることを発表する[6][7]。
  - 9月29日 - 全店舗ベスト電器としての営業終了。
  - 10月1日 - 旧・ベストフレンドショップ8店舗（小型店）がエディオンとして開店[11]。
  - 10月15日 - ベスト電器とのフランチャイズ契約を解約。
  - 10月16日 - エディオンとフランチャイズ契約を締結。
  - 10月25日 - 旧・ベスト電器15店舗・テレックス2店舗を、エディオン鹿児島として開店[11]。店名は旧・ベスト電器店舗が「エディオン鹿児島○○店」（鹿児島本店を除く）、旧・テレックス店舗が「エディオンテレックス○○店」となる[12][13][14]。
  - 12月 - 旧・ベスト電器加世田店を移転の上でエディオンとして開店[11]。
- 2016年5月 - 運営していたWonderGOO3店舗を閉店。
- 2021年
  - 7月16日 - カクイックスウィングが子会社としてカクイックスブリッジを設立。資本金は500万円[4]。
  - 9月28日 - カクイックスブリッジがエディオンとフランチャイズ契約を締結[4]。
  - 10月10日 - 鹿児島市加治屋町の鹿児島本店を閉店[4]。
  - 11月1日 - 鹿児島県内エディオン9店舗の運営権をカクイックスブリッジに譲渡[4]。
- 2022年
  - 3月11日 - 商号を株式会社アリウム商事に変更。本店住所も東京都港区に移転。同日開催の株主総会において、解散を決議[1][2]。
  - 6月14日 - 東京地方裁判所から特別清算の開始命令を受けた[1][2][17]。
  - 12月1日 - 法人格消滅。

## 運営店舗

### エディオン

#### 旧：ベスト電器・9店舗
2013年10月25日に17店舗が「エディオン鹿児島」へ変更してオープン（2013年10月にオープンした17店中、鹿児島中町店は2014年7月31日を以って閉店）。残る加世田店は2013年12月開店。その後閉店が相次ぎ、カコイエレクトロとしての運営が終了した2021年10月末時点では9店舗となっている。
○はエディオンのおもちゃ・ゲームの販売店である「ネバーランド」を併設する店舗。
鹿児島・日置地域：2店舗
鹿児島市（鹿児島南店○） / 日置市（鹿児島伊集院店）
北薩地域：2店舗
薩摩川内市（鹿児島川内店） / 薩摩郡さつま町（鹿児島宮之城店）
南薩地域：1店舗
枕崎市（鹿児島枕崎店）
霧島・姶良地域：1店舗
姶良市（鹿児島姶良加治木店）
熊毛・奄美地域：3店舗
西之表市（鹿児島種子島店○） / 奄美市（鹿児島名瀬店） / 大島郡徳之島町（鹿児島徳之島店）
全店2013年9月まで「ベスト電器」の店舗であった。南栄店・中山店はベスト電器時代はテレックス単独店舗で、吉野店を除く16店舗はテレックスとの併設店舗であった。テレックス南栄店・テレックス中山店はベスト電器時代と同様に、携帯電話専門店として営業する。「ネバーランド」における取扱品目に関しては、鹿児島南店はおもちゃ・ゲームを取り扱うが、鹿児島指宿店・鹿児島種子島店はゲームのみを取り扱う。
ベスト電器時代は鹿児島本店を除き店名に「鹿児島」は付かず、鹿児島南店は「南鹿児島店」、鹿児島鹿屋店・鹿児島川内店はそれぞれ「本店」を名乗っていた。国分店（霧島市）やエディオン吉野中央店が至近にある旧・ベスト電器吉野店（鹿児島市）については、2013年12月時点でエディオン店舗への鞍替えが発表されず、閉店している。

#### 旧：ベストフレンドショップ・8店舗
2013年10月1日以降「エディオン○○店」へ変更。
南薩地域：1店舗
指宿市（ナガタ山川店）
大隅地域：4店舗
鹿屋市（モリ鹿屋東店・マタキ輝北店） / 曽於市（おおすみ岩川店） / 志布志市（うえはら志布志店）
熊毛・奄美地域：3店舗
屋久島町（屋久島LC店） / 大島郡伊仙町（伊仙店） / 大島郡和泊町（沖永良部店）
- 全店2013年9月15日までは「ベスト電器BFS」の店舗であった。伊仙店はベスト電器時代は「BFSサタケ伊仙店」であった。

### 過去に存在した店舗

#### ベスト電器
（○＝テレックスとの併設店舗）
鹿児島市（伊敷店○ - 2012年11月閉店、谷山店 - 東谷山地区に営業していた小型店舗、閉店時期不明）
いちき串木野市（串木野店○ - 2013年2月閉店）
阿久根市（阿久根店○ - 2013年2月閉店）
志布志市（志布志店 - 2008年8月閉店）
垂水市（垂水店 - 2013年1月閉店）

#### エディオン
- 鹿児島中町店 （鹿児島市 - 2014年7月閉店）
  - 2013年9月26日まで「ベスト電器」の店舗で、テレックスも併設していた。閉店後、do-ing（株式会社センテイが運営する雑貨店）に転換したが1年足らずで閉店、空き店舗を経て2016年6月30日からは快活CLUBが入居[19]。
- テレックス南栄店・テレックス中山店（鹿児島市）
  - ベスト電器時代から引き続き携帯電話専門店として営業していた。
- 鹿児島本店（鹿児島市 - 2021年10月閉店[4]）
- 鹿児島出水店（出水市）
- 鹿児島加世田店（南さつま市）
  - ベスト電器時代は鹿児島交通加世田バスセンター構内で営業していた、近隣地へ移転するため鞍替えせずに一旦閉店。その後2013年12月に移転した際にエディオンとして営業開始、その後閉店した。
- 鹿児島指宿店（指宿市）
- 鹿児島鹿屋店（鹿屋市）
  - 跡地にはMEGAドン・キホーテ鹿屋店が出店。なお、肝付町にエディオン直営店として鹿屋店が出店している。

#### 鹿児島ベストサービス
鹿児島県内のベスト電器の店舗で購入した商品における延長保証に関しては、ベスト電器としての営業終了後はベスト電器お客様相談室が担当する。
鹿児島市（2ヵ所） / 鹿屋市 / 薩摩川内市 / 出水市

#### WonderGOO
ワンダーコーポレーションが経営する書店、および、ゲームソフトやCDの販売、ビデオ、DVDの販売店の鹿児島県のエリアフランチャイズであった。
（○＝GAME・CD・DVD・書籍・GAME攻略本・中古本・ホビーの取り扱い店舗、●＝GAMEのみの取り扱い店舗）
鹿児島市（鹿児島店●・南鹿児島店●）
出水市（出水店●）
薩摩川内市（川内店○）
姶良市（姶良加治木店○）
鹿屋市（鹿屋店○）
- 鹿児島店は単独店舗で旧：ベスト電器鹿児島本店隣にあった。

## 関連会社
- パステムソリューションズ株式会社
- 株式会社センテイ
- 中央建設株式会社
- 南九州通信設備株式会社
- ケイエスプラント株式会社
- 株式会社ベスト石油
- 株式会社中央
- カコイ産業株式会社